# Aquadrom

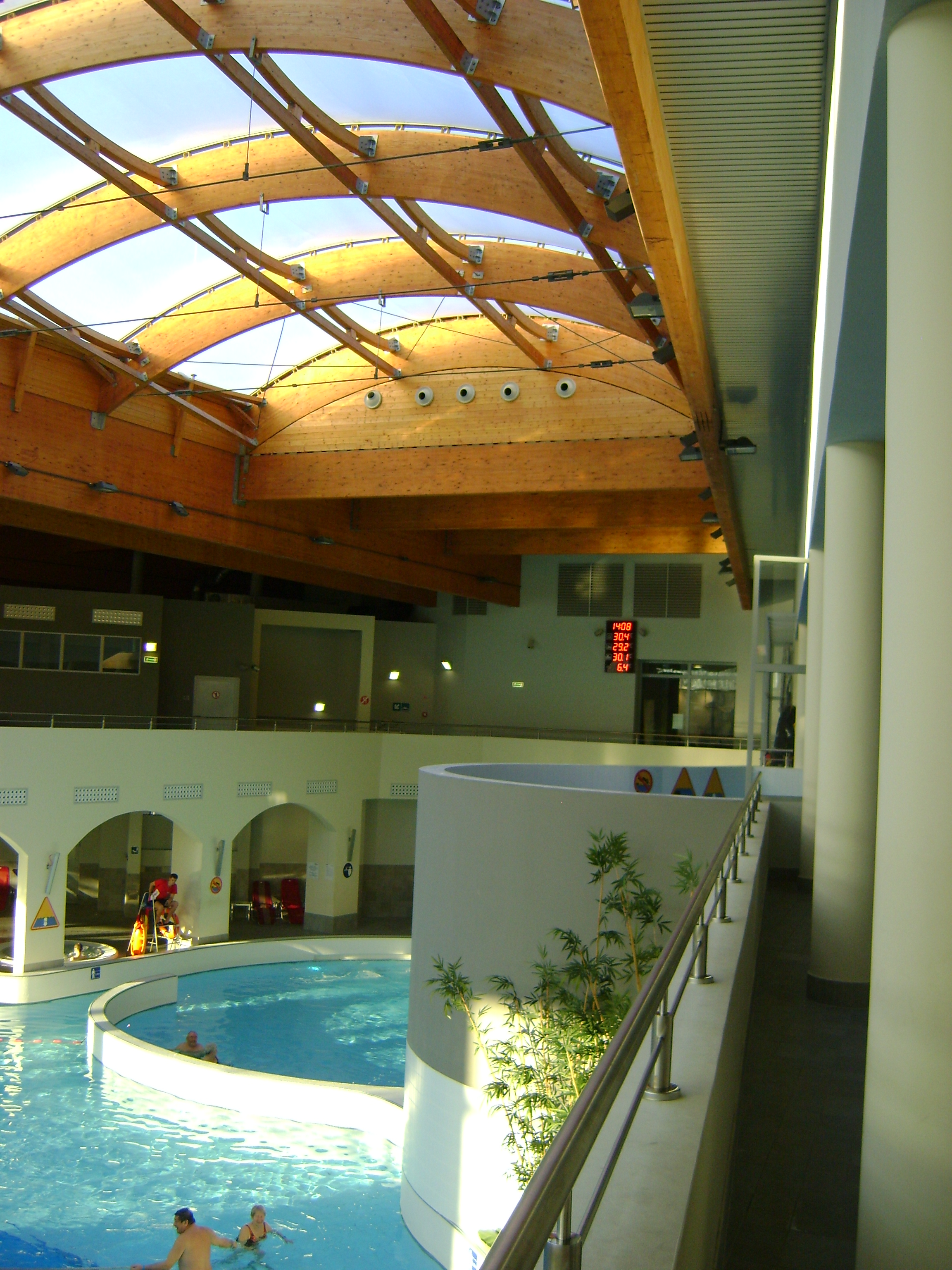
Aquadrom Ruda

Aquadrom – park wodny w Rudzie Śląskiej, w dzielnicy Halemba, w Dolinie Kłodnicy, w aglomeracji górnośląskiej. Składa się z trzech stref – Sportu, Rekreacji oraz Saunarium. 26.09.2016 r., w ramach partnerstwa publiczno-prywatnego, została oddana do użytku także tzw. „strefa sucha” – klub fitness Smart Gym.
Został otwarty w 8 grudnia 2012 roku, jako trzeci aquapark w regionie, po obiektach w Tarnowskich Górach (marzec 2001) i Dąbrowie Górniczej (luty 2004). Budowa przebiegała z wieloma perypetiami, a już po otwarciu aquapark dwa razy stanął na skraju bankructwa.
Aquadrom jest chwalony za nowoczesność, piękno i ceniony przez użytkowników. Zwolennicy podkreślają, że ma on wyposażenie, jakiego nie ma w żadnym z aquaparków w regionie, konkurencyjne ceny i doskonały dojazd.
Aquadrom posiada między innymi:
- Pierwszy w regionie basen z w pełni ruchomym dnem[6],
- Basen do nurkowania, o głębokości 7 metrów, jeden z nielicznych w Polsce tak głębokich basenów[6].

Budowa Aquadromu kosztowała 119 mln złotych. 
Inwestorem jest spółka Park Wodny w Rudzie Śląskiej, a generalnym wykonawcą Polimex-Mostostal SA.